# Peter Paszkiewicz
Peter Paszkiewicz (* 1943 in Gmunden) ist ein österreichischer Stein-Bildhauer.

## Leben und Wirken
Er studierte nach Absolvierung der Bundesfachschule für Holzbildhauerei Hallstatt ab 1962 an der Akademie der bildenden Künste Wien bei Josef Pillhofer und Hans Andre und schloss 1967 mit Diplom ab. Einzelausstellungen und Beteiligungen an Gruppenausstellungen und Symposien begleiten sein Schaffen. Er lebt und arbeitet in Gaweinstal und  Sankt Margarethen im Burgenland und bildete ab 1986 mit dem Architekten und Maler  Günter Miklenic und Kurt Weckel ein Team. Er ist Mitglied des Kunstforum Salzkammergut und des Oberösterreichischen Kunstvereins und war mehrere Jahre dessen Präsident bzw. Vizepräsident. In dieser Funktion eröffnete er eine Reihe von Ausstellungen des Vereins.

## Werke

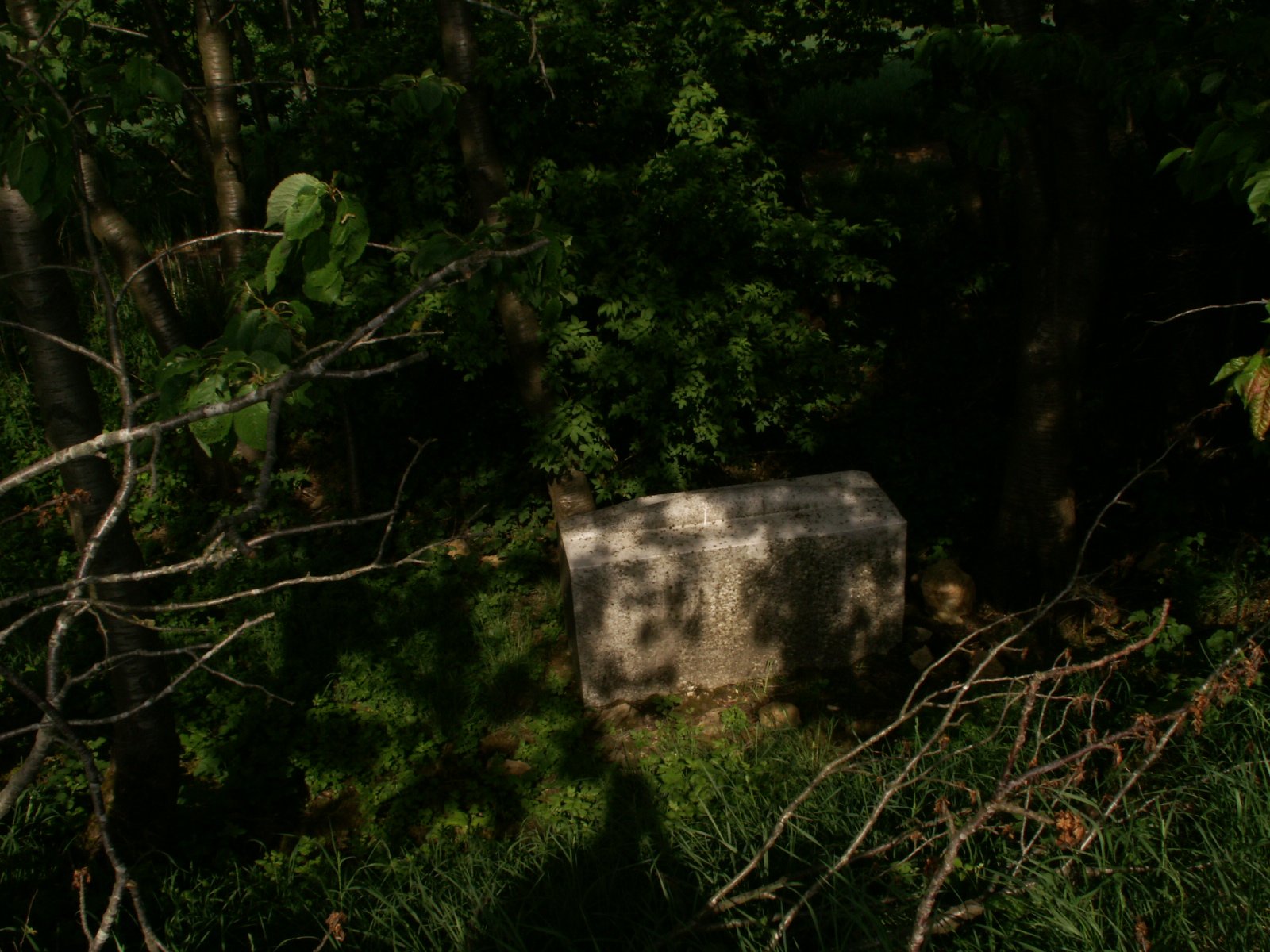
Steine an der Grenze (1990)

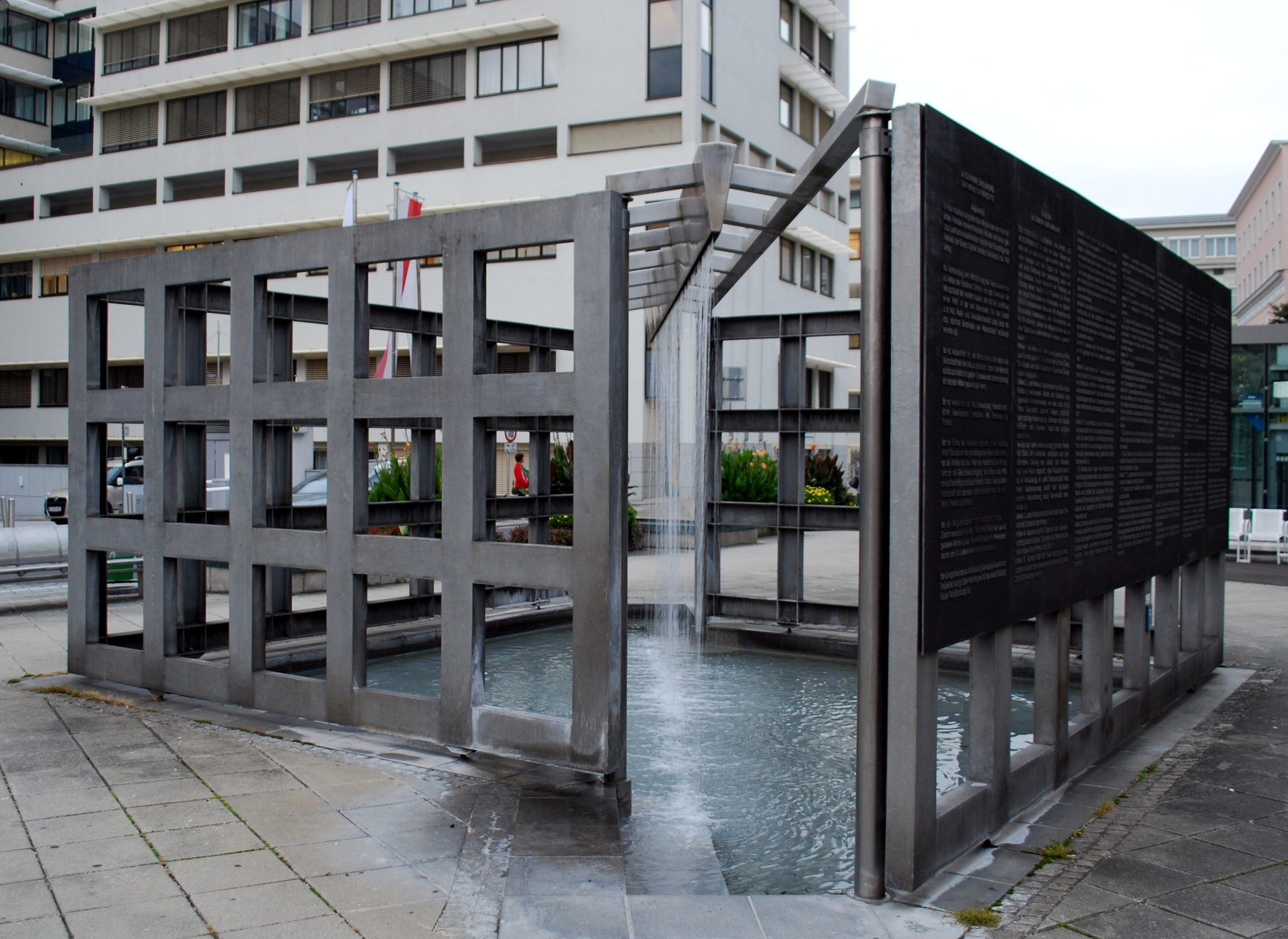
Jubiläumsbrunnen Friedensplatz, Linz (1989/1990)

In seinen Werken strebt Paszkiewicz nach einem höchstmöglichen Ausmaß an Sensibilität und Authentizität. Auswahl von Materialien, deren Bearbeitung, Formüberlegung, Oberflächenwirkung, souveräner Ausdruck und Ortsbezug bilden gleichberechtigt ein ganzheitliches Konzept.
- Python (1986)
- Gedenkstein zu Ehren des heiligen Leopold im Kreuzgang des Doms zu St. Pölten (1987 bis 1990)
- Brunnen der Menschenrechte (mit Günter Miklenic und Kurt Weckel), Friedensplatz, Linz (1989)[2]
- Steine an der Grenze (1990)
- Ein Stein für Gaweinstal (1993 bis 1995)
- Aalfanger Granit im Museumspark, Linz (2002)[4]

## Publikationen
- Peter Paszkiewicz, Steinskulpturen 1986–1989. Ausstellungskatalog. Wien 1989.
- Künstlergilde Salzkammergut (Hrsg.): Neue Oberösterreichische Steinbildhauerei. (Walter Angerer-Niketa, Klaus Liedl, Alois Lindenbauer, Osamu Nakajima, Peter Paszkiewicz). Katalog zur Ausstellung. Gmunden 1991.
- Galerie Zell am See (Hrsg.): Stein ist nicht sagbar. Ausstellungskatalog. Zell am See 1994.